# 문명 IV: 워로드
《문명 IV: 워로드》(Civilization IV:Warlords)는 2006년 파이락시스 게임즈가 출시한 문명 IV의 첫 번째 확장팩이다.

## 문명 IV와 달라진 점
- 왕건을 지도자로 하는 한국과 한니발을 지도자로 하는 카르타고를 포함한 새로운 문명 여섯개가 추가되었다. 또한 이들 여섯 문명의 지도자와 기존 문명에 추가된 네 명의 지도자(예: 영국의 윈스턴 처칠, 러시아의 이오시프 스탈린)를 합쳐 총 열 명의 지도자가 추가되었다.
- 지도자의 특성에 방어적, 카리스마적, 제국주의적의 세 가지 새로운 특성이 추가되었다.
- 만리장성, 산코레 대학, 아르테미스 신전 등 세 가지 불가사의가 추가되었다.
- 기존의 두 가지 시나리오에 더해 새로 여섯 개의 시나리오가 추가되었다.
- 위대한 장군: 적 문명과의 전투를 통해 유닛들의 경험이 쌓이면, 새로운 위인인 위대한 장군이 출현한다. 위대한 장군은 군사 유닛에 합류하여 더욱 경험 많은 유닛을 만들 수 있고, 또는 도시에 사관학교를 세워 경험 많은 유닛을 양성할 수 있다.
- 속국: 경쟁 문명과의 싸움에서 이겼거나 경쟁 문명과의 국력 차이가 압도적일 때 경쟁 문명은 플레이어의 문명에 종속되기를 청해 오는 경우가 있다. 속국은 정복 승리에서 자신의 영토로 계산된다.